# (40447) Lorenzoni
(40447) Lorenzoni est un astéroïde de la ceinture principale.

## Description
(40447) Lorenzoni est un astéroïde de la ceinture principale. Il fut découvert le 11 septembre 1999 à Bologne par l'observatoire San Vittore. Il présente une orbite caractérisée par un demi-grand axe de 2,55 UA, une excentricité de 0,25 et une inclinaison de 4,3° par rapport à l'écliptique.

## Compléments